# راؤول دوارتي (لاعب كرة سلة)
راؤول دوارتي (بالإسبانية: Raúl Duarte)‏ (11 نوفمبر 1944 ببيورا في بيرو - ) هو لاعب كرة سلة بيروفي في مركز الوسط، شارك في بطولة كأس العالم لكرة السلة 1963 والألعاب الأولمبية الصيفية 1964 وبطولة كأس العالم لكرة السلة 1967.

## وصلات خارجية
- راؤول دوارتي على موقع الاتحاد الدولي لكرة السلة (الإنجليزية)
- راؤول دوارتي على موقع سبورتس رفرنس (الإنجليزية)
- راؤول دوارتي على موقع كلية كرة السلة في سبورتس رفرنس.كوم (الإنجليزية)
- راؤول دوارتي على موقع ريلجم (الإنجليزية)
- راؤول دوارتي على موقع سبورتس رفرنس (الإنجليزية)
- راؤول دوارتي على موقع أوليمبيديا (الإنجليزية)